# 緒方咲
緒方咲（日语：／ Ogata Saki，1994年10月7日—），日本寫真偶像、賽車女郎。於神奈川縣出身。

## 生平
2016年11月，緒方咲以在選美比賽「湘南小姐」（ミス湘南）獲獎為契機，加入了藝能事務所，並開始活動。
2018年4月，她發表自己首部寫真DVD《Debut!》。7月，她推出第二部寫真DVD《第二》（セカンド），於當中扮演跟觀眾一起去旅行的家庭教師，並以身穿競賽泳衣的姿態登場。10月，她的寫真作品《至上》（Supreme）面世，此作以她扮演成秘書的場景為主軸，並同時提供DVD版和藍光版予消費者選購。她在次月發表的《週刊Playboy》「次世代寫真偶像美腿番付」中獲得「東橫綱」的稱號。
她在2019年亦繼續發行《戀愛 使咲繚亂》（恋。咲き乱れて）、《主人與女僕》（ご主人様とメイドさん）、《愛調戲的摩天樓》（いたずら摩天楼）等寫真作品，當中她在1月發表的《戀愛 使咲繚亂》中以身穿各種泳衣的樣子出鏡，於後來公開的《主人與女僕》則收錄穿上女僕裝的緒方，後者亦加入了綁縛的元素。緒方在7月開售的《愛調戲的摩天樓》中飾演客艙服務員，邁那比新聞（マイナビニュース）形容她在此作部分場景「穿上了露出度很高的泳衣」。10月，她以扮演成護士的身姿進行拍攝的寫真作品《七重天》（Seventh Heaven）面世。
2020年2月，緒方發表了《戀愛花開》（恋の花が咲く）一作，飾演誘惑義弟的姊姊。次月，她在社交媒體上宣佈自己成為日本賽車項目Super GT的JLOC 87號車女郎。她接着在5月推出作品《與憧憬的前輩上司一起出差共房》（憧れ先輩上司と出張相部屋），並於當中扮演誘惑後輩的辦公室女職員。
2021年4月，她的寫真作品《告訴我吧！咲老師》（おしえて！さき先生）面世，於當中飾演誘惑學生的教師。11月1日，她宣佈自己已退出「R・I・P」這間事務所。

## 外部連結
- 緒方咲的X（前Twitter）
- 緒方咲的Instagram帳戶